# Карликовый шишковатый удав Буланже
Карликовый шишковатый удав Буланже (лат. Trachyboa boulengeri) — вид змей семейства земляные удавы. Назван в честь бельгийско-британского зоолога Джорджа Альберта Буленджера (1858—1937).

## Описание

### Внешний вид
Длина до 43 см. Крупная, но короткая шишковатая голова отграничена от тела шейным перехватом. Глаза небольшие, над ними расположены роговые шипики. На теле ряды шишковатых чешуй. Окраска кофейно-коричневая. По бокам туловища по два параллельных ряда чёрных пятен. Живот красноватого цвета в чёрных крапинках.

### Распространение
Обитает в Эквадоре, Колумбии и Панаме.

### Образ жизни
Живёт в кронах деревьев влажного тропического леса и ведёт малоподвижный образ жизни.
Активен в основном ночью.

### Питание
Кормится различными амфибиями, может в небольших водоёмах охотиться на рыб.

### Размножение
Спаривается как на ветвях деревьев, так и на земле. Длительность беременности 10 месяцев. Самка рождает детенышей длиной 12—13 см.